# Kenny Rollins
Kenneth Herman Rollins, detto Kenny (Charleston, 14 settembre 1923 – Greencastle, 9 ottobre 2012), è stato un cestista statunitense, professionista nella BAA e nella NBA.
Era il fratello di Phil Rollins.

## Carriera
Venne selezionato dai Fort Wayne Pistons nel Draft BAA 1948.

## Palmarès
- Campione NCAA (1948)